# Steromapedaliodes albonotata
Steromapedaliodes albonotata is een vlinder uit de onderfamilie Satyrinae van de familie Nymphalidae. De wetenschappelijke naam van de soort is, als Pedaliodes albonotata, voor het eerst geldig gepubliceerd in 1905 door Frederick DuCane Godman. De combinatie in het geslacht Steromapedaliodes werd gemaakt W. Forster in 1964.